# Tubod (Surigao du Nord)
Pour les articles homonymes, voir Tubod.
Tubod est une localité de la province de Surigao du Nord, aux Philippines. En 2015, elle compte 14 206 habitants.